# فانتشيس
فانتشيس (بالفرنسية: Vançais)‏ هي بلدية تقع في فرنسا في Canton of Lezay.[بحاجة لمصدر] يقدر عدد سكانها بـ 264 نسمة ومساحتها 16.99 كم2 وترتفع عن سطح البحر 127 متر.